# فیروزه نیشابور
فیروزهٔ نیشابور به فیروزه‌ای که از معدن‌های نیشابور درمی‌آید گفته می‌شود. معدن اصلی آن در روستای معدن علیا، بخش مرکزی شهرستان فیروزه قرار دارد؛ با ذخیره ۹ هزار تن و ظرفیت تولید سالانه ۱۹ تن. معدن فیروزه نیشابور از کهن‌ترین معادن فیروزه جهان است که از ۲۰۰۰ سال پیش از آن سنگ فیروزه استخراج می‌شود. معدن فیروزه نیشابور مهم‌ترین معدن فیروزه جهان است نمونه‌های طبیعی-تاریخی فیروزهٔ نیشابور در موزه‌های لندن، زمین‌شناسی تهران نگهداری می‌شود.

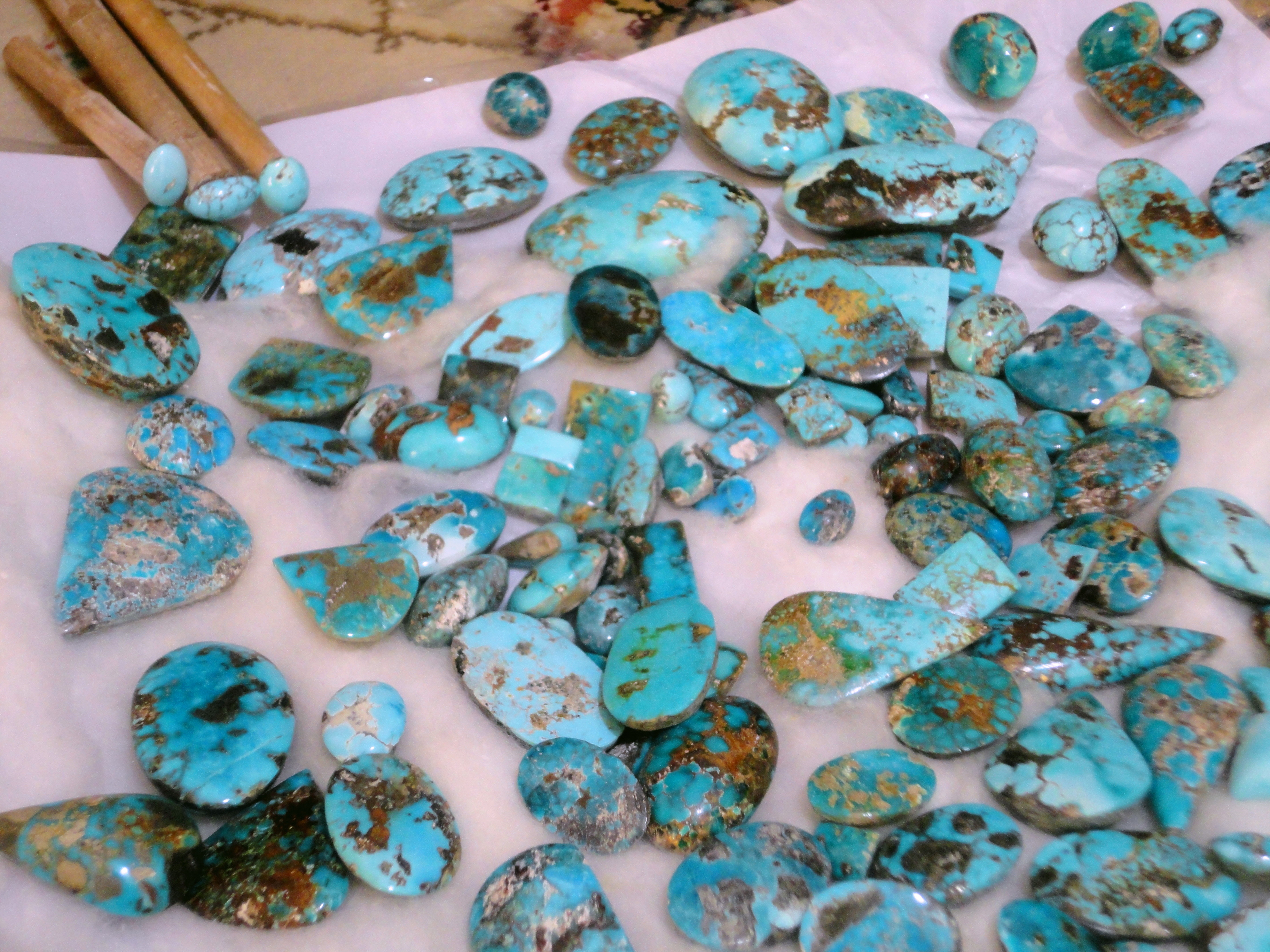
سنگ‌های فیروزهٔ نیشابور.

## مطالعات علمی
اولین همایش مرتبط با فیروزه تحت عنوان "فیروزه، صنعت و فرهنگ " سال ۱۳۹۶ در محل دانشگاه نیشابور برگزار شد.

## پیشینه
در ۲ ژانویه ۲۰۱۶، رئیس اتحادیه طلا و جواهر ایران گفت که «معادن نیشابور خیلی وقت است که دیگر از محصول خالی شده و این نتیجهٔ برداشت بی‌رویه از معادن و خام فروشی است. در واقع ما دیگر فیروزه نیشابور نداریم.»

## معدن
روش سنتّی استخراج سنگ‌های فیروزه از معدن فیروزهٔ نیشابور، باعث می‌شود که عملیات آتش باری در آن، سنگ‌ها را خرد کرد و از ظرفیت حقیقی استخراج، بسیار بکاهد. یکی از مقالات که سال ۱۳۹۶ در همایش یکم فیروزه در دانشگاه آزاد نیشابور ارائه شد، استفاده از روشهای برشی در استخراج فیروزه است که تحت عنوان «کاربرد روشهای برشی و معزه‌گیری در استخراج فیروزه» بوده و تأثیر به سزایی در کیفیت سنگ استخراج شده دارد.

## ساختار
سنگهای فیروزهٔ نیشابور به دو دسته خاکی و سنگی تقسیم می‌شوند. فیروزه خاکی دارای رنگ و مرغوبیت بالاتر است. فیروزه عجمی، فیروزه شجری و چغاله از دیگر انواع فیروزه هستند.